# Саттха II
Сатха II (кхмер. សត្ថាទី២), при рождении Анг Ти (кхмер. អង្គជី) — король Камбоджи первой половины XVIII века. Правил под именем Парамараджа X (санскр. Paramaraja X) или Баром Реатеа X (кхмер. បរមរាជាទី១០).
Полное тронное имя — Брхат Пада Самдач Сдач Брхат Раджанкария Брхат Парамараджа Брхат Джая Саттадхираджа Парама Раджадхираджа Рамадипати (санскр. Brhat Pada Samdach Sdach Brhat Rajankariya Brhat Paramaraja Brhat Jaya Satthadhiraja Parama Rajadhiraja Ramadipati).

## Биография
Принц Ang Chee, сын короля Анг Эма, взошел на трон в возрасте 20 лет, после отречения отца в 1722 году.
В 1736 году Сатха II был низложен в результате дворцового переворота, в котором участвовали его жена и двоюродные братья. Бывший король Томмо Реатеа III в третий раз взошел на престол под именем Чей Четта VI, а Сатха получил убежище во Вьетнаме.
В 1749 году король Сатха II был возвращен в Удонг вьетнамской армией. Ааннамские военачальники управляли страной в соответствии с административными правилами двора Хюэ от имени марионеточного короля.
Крестьянское восстание в провинции Пурсат вынудило Сатху и его союзников бежать заграницу. Королем был объявлен Чей Четта VII, младший сын Томмо Реатеа III. Сатха II умер в том же году в Сайгоне.